# Serranía de Ronda
La Serranía de Ronda est une des 9 comarques de la province de Malaga, dans la communauté autonome d’Andalousie, qui se situe au sud de l’Espagne.

## Communes
Liste des communes de la comarque de Serranía de Ronda appartenant à la province de Malaga (Espagne) :
- Algatocín
- Alpandeire
- Arriate
- Atajate
- Benadalid
- Benalauria
- Benaoján
- Benarrabá
- Cartajima
- Cortes de la Frontera
- Faraján
- Gaucín
- Genalguacil
- Igualeja
- Jimera de Líbar
- Jubrique
- Juzcar
- Montecorto
- Montejaque
- Parauta
- Pujerra
- Ronda